# Acidogona
Acidogona is een geslacht van insecten uit de familie van de Boorvliegen (Tephritidae), die tot de orde tweevleugeligen (Diptera) behoort.

## Soort
- A. melanura (Loew, 1873)